# 캐스린 어브
캐스린 어비(Kathryn Erbe, 영어 발음: /ˈɜːrbi/, 1965년 7월 5일 ~ )는 미국의 배우이다.

## 출연 작품

### 영화
- 밥에게 무슨 일이 생겼나 (1991)
- 동반자 (1992)
- 마이티 덕 2 (1994)
- 이중 노출 (1995)
- 스터 오브 에코 (1999)
- 워스트 프렌즈 (2014)
- 미스트리스 아메리카 (2015)
- 리벤지: 복수의 시작 (2016)
- 어쌔신 걸스 (2018)
- 알렉스 스트레인지러브 (2018)

### 텔레비전
- 오즈 (1998-2003)
- 로앤오더: 뉴욕 특수수사대 (2001-11)
- 로앤오더: 성범죄 전담반 (2012-13)